# Dlhá nad Oravou
Dlhá nad Oravou és un poble i municipi d'Eslovàquia que es troba a la regió de Žilina, al centre-nord del país.

## Demografia
| Godina             | 1994 | 2004   | 2014   | 2024   |
| ------------------ | ---- | ------ | ------ | ------ |
| Nombre de persones | 1360 | 1389   | 1394   | 1440   |
| Diferència         |      | +2,13% | +0,35% | +3,29% |

| Godina             | 2023 | 2024   |
| ------------------ | ---- | ------ |
| Nombre de persones | 1441 | 1440   |
| Diferència         |      | −0,06% |